# IAI Heron
El IAI Heron, también conocido como Majatz-1 (1 - מחץ) es un UAV (vehículo aéreo no tripulado) israelí, desarrollado por Malat, división de la empresa Israel Aerospace Industries. Su modo de operar también le ha dado el calificativo de MALE (medium-altitude long-endurance; traducido: gran autonomía y altitud media). Este tipo de operaciones tienen una duración aproximada de 52 horas a una altitud de 10600 metros. Aunque ha demostrado realizar 52 horas de vuelo continuo, la duración operacional máxima del vuelo es menor, debido al esquema de vuelo y la carga del avión.
El 11 de septiembre de 2005, Israel anunció la compra del sistema Heron por un total de 50 millones de dólares. La denominación de las Fuerzas de Defensa de Israel para el Heron es Majatz-1.
Además de Israel, otras naciones también operan el Heron, incluidos India, Ecuador y Turquía. Francia también opera un UAV derivado del Heron denominado Eagle.

## Operadores

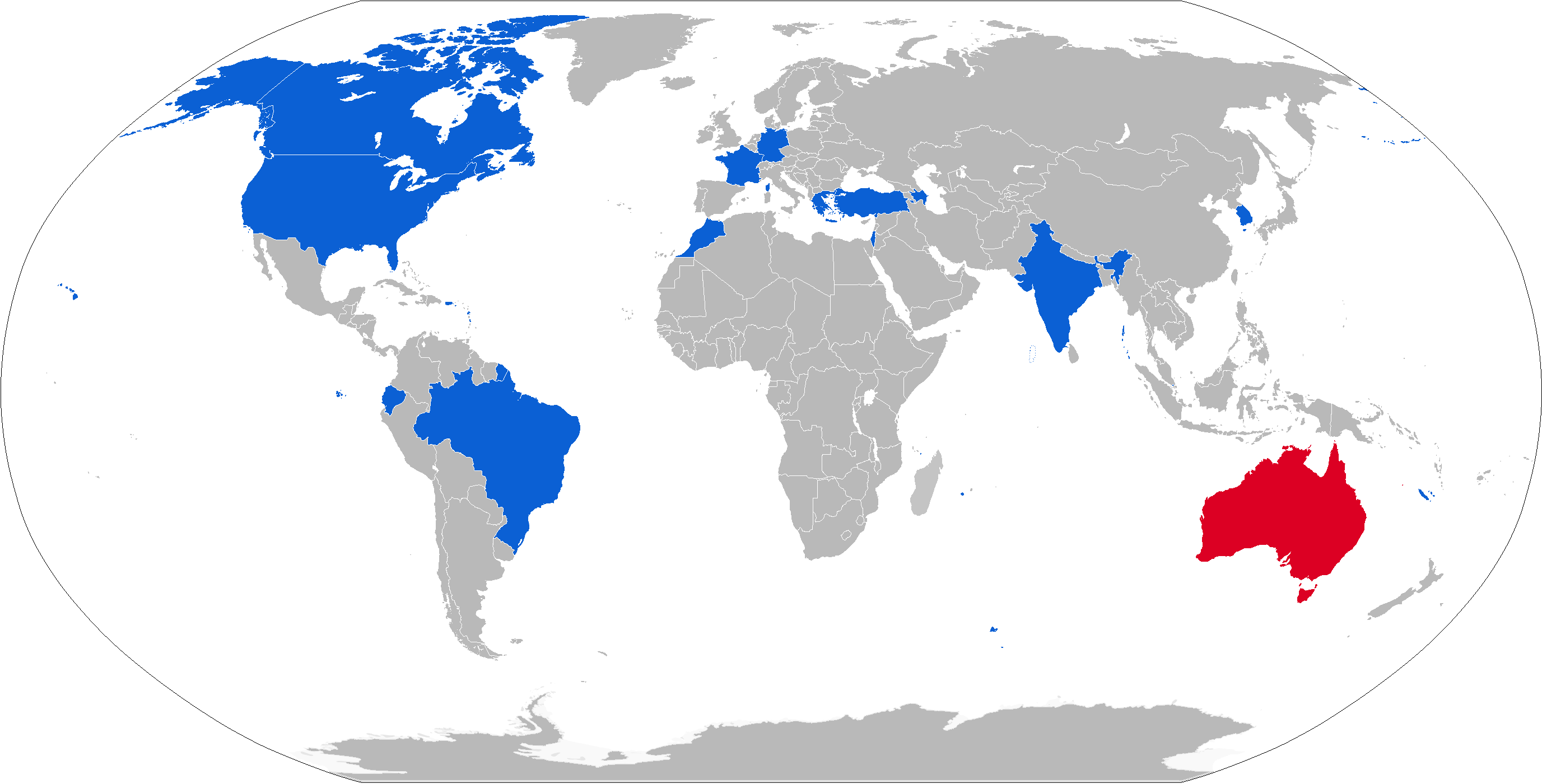
Operadores del IAI Heron.
Anteriores operadores del IAI Heron.

### Actuales
Alemania
- Luftwaffe - 3 UAVs con dos estaciones de tierra en contrato de arrendamiento iniciado en 2010.[4][5]

 Azerbaiyán
- Fuerza Aérea de Azerbaiyán - 5 Heron en servicio a junio de 2020.[6]

 Brasil
- Fuerza Aérea Brasileña  - 15.[7]

 Canadá
- Fuerzas Canadienses - 3 en un contrato de arrendamiento por tres años entre 2008 y 2011.[8]

 Ecuador
- Armada del Ecuador - 2.[9]

 Estados Unidos
- Armada de los Estados Unidos - 2.[10]

 India
- Fuerza Aérea India - 50[11][12]
- Armada India[13]

 Israel
- Fuerzas de Defensa de Israel - al menos 1

 Marruecos
- Real Fuerza Aérea de Marruecos - de fuentes no oficiales, habría recibido 3 EADS Harfang ex-Francia en 2020

 Singapur
- Fuerza Aérea de la República de Singapur - Número desconocido

 Turquía
- Fuerza Aérea Turca - 10 de su propia variante

 Unión Europea
- Frontex - al menos 1[14]

### Anteriores
Australia
- Fuerza Aérea Real Australiana - 2.[15]

 Francia
- Ejército del Aire de Francia - 4. Variante EADS Harfang.

## Especificaciones[16]

### Características generales
- Tripulación: 0
- Envergadura: 8,5 m
- Superficie alar: 16,6 m^2
- Peso útil: 250 kg
- Peso máximo al despegue: 1.150  kg
- Planta motriz:   1 × Rotax 914.
  - Potencia: 86 kW (115 hp) cada uno.

### Rendimiento
- Velocidad máxima operativa (Vno):  207 km/h
- Radio de acción: 350 km
- Alcance en combate: 45 h
- Techo de vuelo: 10 000 m
- Régimen de ascenso: 150 m/min
- Carga alar: 200 kg/m²

### Desarrollos relacionados
- Israel IAI Aitan
- Francia EADS Harfang

### Aeronaves similares
- China Harbin BZK-005
- Estados Unidos MQ-1 Predator
- España INTA Milano
- Turquía TIHA
- Sudáfrica Denel Bateleur
- Irán Mohajer
- Argentina Vigía 2

### Listas relacionadas
- Anexo:Vehículos aéreos no tripulados